# Titova velika prevara: Kako je Tito zavajal Churchilla
Titova velika prevara: Kako je Tito zavajal Churchilla je zgodovinska knjiga britanskega avtorja in publicista Petra Battyja iz leta 2011. Slovenski prevod je izšel leta 2015, za prevod je poskrbel Niki Neubauer. Spremno besedo je napisal Peter Starič.
V knjigi avtor obravnava ponudbo zavezništva Združenega Kraljestva Jugoslaviji in odtegnitev pomoči generalu Mihailoviću med drugo svetovno vojno, kot posledico aktivnosti voditelja jugoslovanske partizanske vojske Josipa Broza Tita, ki je po trditvah avtorja namerno zavajal in poročal napačne podatke predsedniku vlade Združenega kraljestva Winstonu Churchillu, da ga je ta nato podprl in mu ponudil pomoč, kar pa je vplivalo na to, da je Jugoslavija po vojni postala komunistična država.
Knjiga obravnava ozadje od začetka druge svetovne vojne do nemške invazije na Jugoslavijo ter podatke o Titu, dogovor med Titom in Churchillom in povojno pobijanje v Jugoslaviji. Knjiga prikazuje tudi Titov kult osebnosti, njegov povojni spor s sovjetskim voditeljem Josifom Stalinom in več fotografij vojaških oseb med vojno. 

## Ocene in odzivi
Slovenski zgodovinar Stane Granda je ob predstavitvi prevoda v Ljubljani dodal, da je knjiga izredno pomembna za slovensko zgodovinopisje, kljub temu da je ni napisal zgodovinar.
Bernard Nežmah je dal knjigi oceno 4.
Po bolj kritični oceni Rada Pribica je iz knjige očiten avtorjev namen »demonizirati« Tita, v ta namen se Batty naslanja predvsem na vidnega Titovega povojnega kritika Milovana Đilasa in podaja nekaj vprašljivih trditev, na primer, da so bili komunisti in četniki »naravni zavezniki«, v splošnem pa je knjiga provokativna in dobro definira osnove za anglosaške bralce.